# Цушко, Харлампий Иванович
 Цушко Харлампий Иванович  (24 апреля 1922 — 12 августа 1999) — организатор сельского хозяйства Украинской ССР, Герой Социалистического Труда (1971).

## Биография
Родился 24 апреля 1922 года в селе Лысая Гора Первомайского уезда Одесской губернии (ныне — Первомайский район Николаевской области) .
В ноябре 1940 года призван в ряды РККА Благодатновским РВК Одесской области . Участник Великой Отечественной войны с августа 1941 по март 1942 года. В бою 17 марта 1942 помощник командира минометного взвода 1293 — го стрелкового полка старший сержант Х. И. Цушко получил тяжелое ранение грудной клетки . Длительное время находился на лечении в эвакогоспитале ЭГ −1940 (г. Чита) .
Демобилизован в декабре 1944 года по инвалидности. Работал заведующим отделом социального обеспечения Лысогорского района Николаевской области, возглавлял ряд колхоз ов Лысогорского и Первомайского районов, был директором Первомайского мижколгоспптахопрому .
Избирался делегатом XXIV съезда КПСС .
Умер 12 августа 1999 года в городе Первомайске . Похоронен на кладбище по улице Каменномостовская.

## Награды
Указом Президиума Верховного Совета СССР в 1971 году за выдающиеся успехи, достигнутые в развитии сельскохозяйственного производства и исполнении пятилетнего плана продажи государству продуктов земледелия и животноводства, председателю колхоза " Звёзды Кремля " Первомайского района Николаевской области  Цушко Харлампию Ивановичу  присвоено звание Героя Социалистического Труда .
Также награждён двумя орденами Ленина, орденами Отечественной войны 1-й (01.08.1986) и 2-й (30.05.1951) степеней , медалями .